# Zolki Band
Zolki Band — білоруський інді-рок-гурт із Берестя. 

## Історія
Їхній спільний із Landau синґл Śniežań було визнано найкращим у сезоні 2013-14 на Tuzin.fm. 2014 року музиканти видали дебютний альбом «Doŭhi doŭhi dzień» і номінувалися на «Відкриття року» білоруської премії «Герої року». Учасники колективу раніше грали в різних берестейських гуртах — зокрема Дай Дарогу!, Intra muros і D_tails. 15 вересня 2019 відбувся реліз другого альбому Šort šort night, Pt. 1.
Деякі пісні Zolki Band метафорично перегукуються з подіями в Білорусі. Так, пісня Śniežań ("Грудень") стосується репресій, що почалися в грудні 2010 року, пісня Drevy i cieni — протестів проти будівництва акумуляторного заводу в Бересті, а пісня Času strała — протестів 2020 року.

## Склад
- shell — ударні
- green — бас
- kukuruzo — акустична гітара, клавіші, бек-вокал
- trikil — гітара, клавіші, бек-вокал
- f.s.t. — провідний вокал

Виробництво
- dizel — звукоінженер

Колишні
- rotten — гітара

## Дискографія
Студійні альбоми
- 2014 - Doǔhi doǔhi dzień[6][7][8]
- 2019 - Šort šort night. Pt. 1
- 2021 - Šort šort night. Pt. 2

Міні-альбоми, синґли, лайви
- 2013 - Śniežań (синґл, спільно з Landau)[9]
- 2015 - Choladna z vami (EP)
- 2016 - KvaziČalaviek (синґл)
- 2017 - Kaliadny raǔt (live)
- 2018 - Zolki Band у Belsat Music Live (live)
- 2019 - Drevy i cieni (синґл)
- 2020 - Sonca ŭ kufli (синґл)
- 2020 - Času strała (синґл)
- 2020 - Spaghettification (синґл)
- 2022 - Matematyčny eciud u svietłych tanach (синґл)